# Stadion Mbombela
Stadion Mbombela (Mbombela Stadium), imenovan tudi Žirafni stadion, je nov stadion s 44.000 sedeži trenutno v gradnji kot eno od desetih prizorišč Svetovnega prvenstva v nogometu 2010. Nahajal se bo na odprtem šest km zahodno od Nelspruita in bo osrednji objekt predlaganega športnega področja z ostalimi objekti za atletiko in kriket. Gradnja se je začela februarja 2007, napovedan rok izgradnje je bila sredina leta 2009. Pogodbo za izvedbo del so organizatorji podpisali z južnoafriško-francoskim konzorcijem. Predlagano je, da bo večina sedežev pokrita s streho iz napuščev. Prepoznavni znak stadiona je 18 nosilcev, ki spominjajo na žirafe. V bližini stadiona je Krugerjev narodni park, zato tudi stadion vsebuje neko značilnost tega narodnega parka. 
Lokalna občina Mbombela in provinca Mpumalanga sta pripeljali Čudovito igro v Južno Afriko, s čimer je stadion Mbombela, stadion svetovnega razreda, vzbudil ljubosumje južnoafriških športno blaznih ljudi. 
Dokončanje objekta je napovedano za sredino julija 2009, kar je celo leto pred Svetovnim prvenstvom. Slednje je omogočila južnoafriška vlada s svojo finančno pomočjo. 
Večnamenski stadion, za katerega pričakujejo, da bo gostil tekme nogometa in ragbija, bo opremljen s konferenčnimi objekti. 
Premier Mpumalange Thabang Makwetla je izjavil, da bo Mbombela stadion postal eden od najodličnejših športnih in zabavnih pridobitev province Mpumalanga. 

## Skleda sedežev
Oblika sklede je bil izbrana z namenom ohraniti odličen razgled preko glav gledalcev in postaviti vsak sedež tako blizu dogajanju na igrišču, kot je to praktično. Sedeži so razdeljeni v 3 ringe, spodnji ring zavzema 21.000, srednji 3.500 in zgornji 19.000 sedežev. 

## Igrišče
Igrišče je primerne velikosti za ragbi in nogomet in osvetljeno z do 2.200 luxi, kolikor znaša zahteva FIFE. FIFA je za Svetovno prvenstvo razmišljala o umetnem terenu, a je trenutno ostala pri travi. 

## Ustroj
Konstrukcija je temeljena na 1500 pilotih, ki so razmaknjeni v kvadratnem rastru 10 m. Vsaka žirafa je temeljena z 18 piloti. Grede, ki povezujejo pilote, so velikosti 10 m, izdelane v prednapeti izvedbi, večina od 3170 elementov je izdelana na mestu samem.

## Streha
1.450-tonska streha pokriva območje veliko 22.500 m² in bo pokrivala 95% vseh sedežev. Dviga se 35 m nad igriščem. Polovica strehe je prosojna, da prepušča sončne žarke do igrišča in osvetli skledo sedežev. Med streho in sedeži je 6 m luknje, ki pomaga pri prezračevanju in nudi razgled s tribun na bližnje hribe.
1. ↑  »Mbombela Stadium: the stadiums for the 2010 FIFA World Cup South Africa«. FIFA.com. Arhivirano iz prvotnega spletišča dne 26. avgusta 2011. Pridobljeno 2. decembra 2011.